# Eurhynchium latifolium
Eurhynchium latifolium är en bladmossart som beskrevs av Jules Cardot 1904. Eurhynchium latifolium ingår i släktet sprötmossor, och familjen Brachytheciaceae. Inga underarter finns listade i Catalogue of Life.